# Алфонсо де Портаго
Алфонсо де Портахо (на испански: Alfonso de Portago) е бивш испански пилот от Формула 1. Роден на 11 октомври 1928 година в Лондон, Великобритания.

## Формула 1
Прави своя дебют във Формула 1 в Голямата награда на Франция през 1956 година. В световния шампионат записва 5 състезания като печели четири точки, и един път се качва на подиума. Състезава се само за отбора на Ферари. 

## Смърт
Портахо и неговият навигатор Едмънд Нелсън загиват на 12 май 1957 г.в катастрофа по време на Миле Миля през същата година, в прав пътен участък между Cerlongo и Guidizzolo, в общинската територия на Cavriana на около 70 км от Бреша , началната и крайната точка на състезанието. Катастрофата отнема живота на девет зрители, сред които пет деца. 
Портахо се страхуваше да се състезава в Миле Миля, състезание, което смяташе за твърде опасно за провеждане, тъй като беше разтревожен за почти пълната невъзможност да познава всеки ъгъл (дори с навигатор) и всяко възможно състояние на пътя над 1000 мили (1600 км) ) на отворени обществени пътища с много ограничена информация какво да очаква в състезанието.
```
Ferrari 335 S на Портахо пука гума, което го кара да се завърти в тълпата покрай магистралата. Той се е движил с 240 км/ч (150 мили/ч). Ферари 335 прелетява над канал от лявата страна на пътя, след което се отклонява обратно през канала, причинявайки смъртта на общо девет зрители. Две от загиналите деца били ударени от бетонен камък на магистрала, който бил изтръгнат от земята от колата на Портахо следствие от сблъсъка.  Телата на Портахо и Нелсън бяха силно обезобразени под Ферарито, тялото на Нелсън било разделено на две части.
```

Както T.C. Браун пише: „Неизбежното се случи, когато Алфонсо [...] де Портахо спря до трасето, изтича до оградата, целуна Линда Крисчън, изтича обратно до своето Ферари и продължи към съдбата си, убивайки себе си, навигатора си, 9 зрители на Mille Miglia".
Веднъж Портахо коментира: "Няма да умра при злополука. Ще умра от старост или ще бъда екзекутиран при някаква груба съдебна грешка". Нелсън се противопоставя на това твърдение, като казва, че Портахо няма да доживее до 30. Според Нелсън, „всеки път, когато Портахо идва от състезание, предната част на колата му е набръчкана там, където той е бутал хората от пътя със 130 мили в час (210 км /h)".